# 내셔널 보건과학대학
내셔널 보건과학대학(National University of Health Sciences, NUHS)은 보건과학에 집중하는 미국 일리노이주 롬바드에 위치한 사립 대학이다. 이 대학교는 카이로프랙틱과 자연요법의 전문가 학위, 침술과 중의학의 석사 학위, 생물의학의 학사 학위, 안마치료의 준학사 학위 또는 인증을 제공한다.